# William Moore (ciclista)
William Moore (Liverpool, 2 de abril de 1947) es un deportista británico que compitió en ciclismo en la modalidad de pista, especialista en la prueba de persecución por equipos.
Participó en los Juegos Olímpicos de Múnich 1972, obteniendo la medalla de bronce en la prueba de persecución por equipos (junto con Michael Bennett, Ian Hallam y Ronald Keeble). Ganó una medalla de plata en el Campeonato Mundial de Ciclismo en Pista de 1973, en la misma disciplina.

## Medallero internacional
| Juegos Olímpicos   | Juegos Olímpicos        | Juegos Olímpicos  | Juegos Olímpicos        |
| Año                | Lugar                   | Medalla           | Competición             |
| ------------------ | ----------------------- | ----------------- | ----------------------- |
| 1972               | Múnich ( RFA)           | Medalla de bronce | Persecución por equipos |
| Campeonato Mundial |                         |                   |                         |
| Año                | Lugar                   | Medalla           | Competición             |
| 1973               | San Sebastián ( España) | Medalla de plata  | Persecución por equipos |